# Дудін Іван Йосипович
Іван Йосипович Дудін (19 січня 1867 — 4 квітня 1924, Москва) — російський і радянський художник, живописець, перекладач, педагог. Представник московської школи живопису.

## Біографія
У 1885—1889 навчався на фізико-математичному факультеті Московського університету. З 1891 — учень Московського училища живопису, скульптури і архітектури.
1902 року отримав звання класного художника.
Багато подорожував Росією та за кордоном. У 1899—1904 роках викладав на Пречистенських робочих курсах у студії, організованій спільно з К. Ф. Юоном. Серед їхніх учнів були, зокрема, А. В. Купрін, В. А. Фаворський, Віра Мухіна, брати Весніни, Н. Д. Коллі, А. В. Грищенко, М. Г. Ройтер, М. І. Б. Терпсихоров, Ю. А. Бахрушин та інші.
З 1894 брав участь у виставках Московського товариства любителів мистецтв, Товариства пересувних художніх виставок, Вятського художнього гуртка, Нового товариства художників та інших.
Член позапартійного товариства художників у Петербурзі.
Автор пейзажів, ряду портретів та картин із побутовими сценами.
Похований на Новодівичому цвинтарі Москви.